# Mucsfa
Mucsfa est un village et une commune du comitat de Tolna en Hongrie.

## Géographie
Mucsfa se trouve au milieu des collines de Tolna, à environ 13 kilomètres de Bonyhád, dans une vallée entre Aparhant et Kisvejke. Le ruisseau Apari traverse la vallée qui entoure le village.
La route 6538 entre Bonyhád-Majos et Kurd, reliant les routes 6529 et 6532, passe par son centre, mais la limite orientale de la zone administrative est également traversée par la route 65 164 entre Aparhant et Nagyvejke.

## Histoire
Pendant la Première et la Seconde Guerre mondiale, le village a perdu plusieurs de ces habitants durant les combats et les attaques. Le mémorial aux héros et aux victimes des deux guerres mondiales se dresse sur la place centrale du village.
Mucsfa a été déclarée municipalité en 1920. Après quelques années, cette dénomination a été retirée car la population était tombée en dessous de 1000 habitants.

## Héraldique
La partie supérieure du blason est bleue (d'azur) . La partie inférieure est verte, représentant des champs verts. Une étroite bande de bleu entre les arcs convexes fait référence à la topographie et aux cours d'eau de la commune. 
Les clochers stylisée des deux églises du village, de religions différentes, sont représentés.
Sur la partie gauche, on peut voir une gerbe de blé de couleur argent. Enfin figure également sur le blason une grappe de raisin stylisée, couleur or.

Blason de Mucsfa